# Wallfahrtsstätte Moresnet-Chapelle

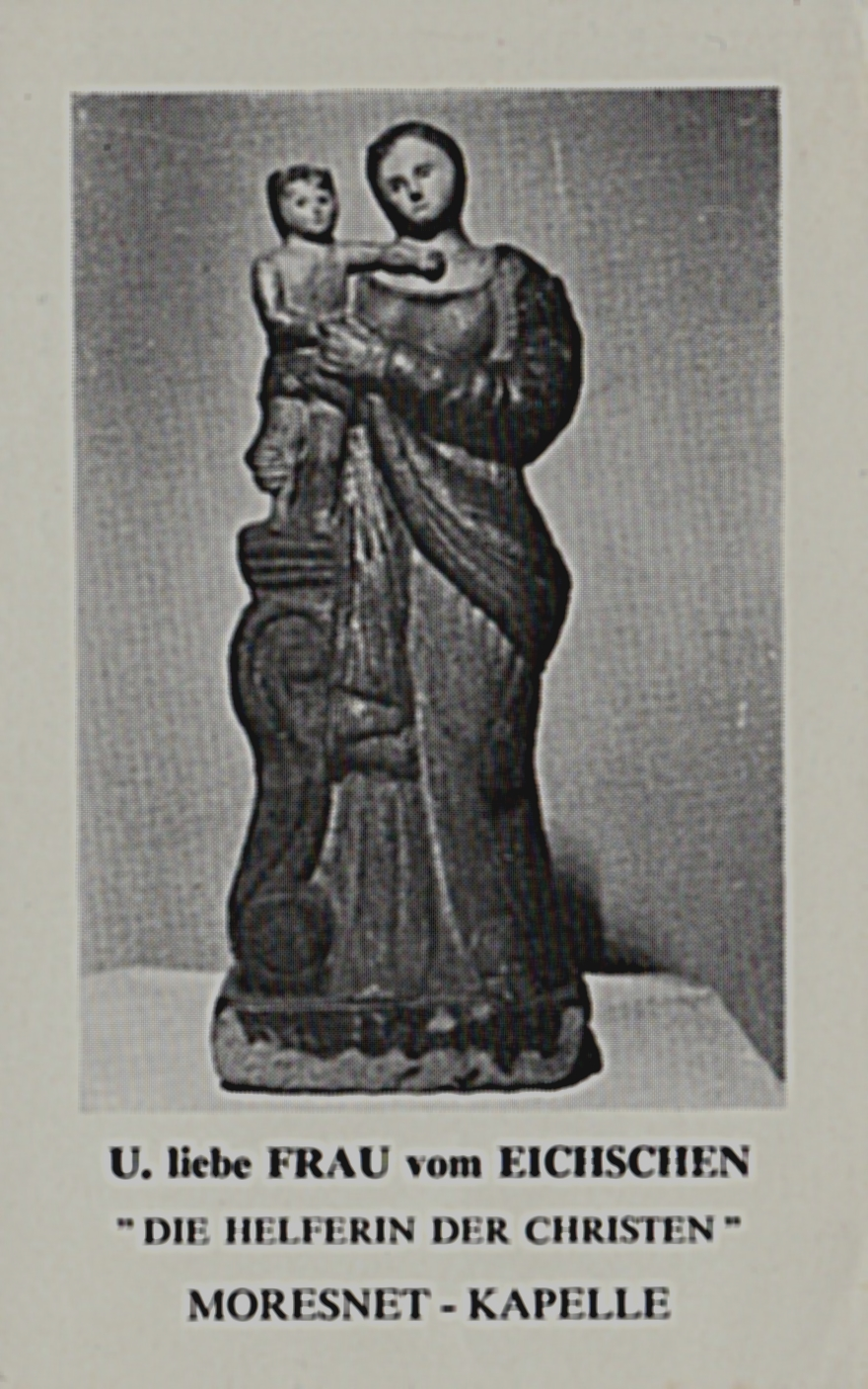
Andachtsbild mit dem Gnadenbild Unsere liebe Frau vom Eichschen – „Die Helferin der Christen“ (ca. 1970)

Die Wallfahrtsstätte Moresnet-Chapelle ([mɔ.ʁɛs.nɛt], ndl.: „Eiksken“, im Volksmund auch „Eichschen“, synonym für „kleine Eiche“, genannt) ist ein Ort der Marienverehrung in Moresnet-Chapelle, einem Ortsteil von Plombières (Bleyberg) in der Wallonischen Region der Provinz Lüttich in Belgien. Er besteht aus der Gnadenkapelle, einer Wallfahrtskirche und dem parkähnlichen Kalvarienberg (Calvaire) mit Kreuzweg.
Seit den 1870er-Jahren bis Ende 2005 wurde diese Wallfahrtsstätte von Franziskanern betreut, seit 2014 von der Gemeinschaft der gekreuzigten und auferstandenen Liebe. Die Wallfahrtsstätte hat sich zu einem bekannten Pilgerort entwickelt, der von rund 150.000 Besuchern jährlich aufgesucht wird. Seit 1863 kommen vor allem aus Aachen jeden Mittwoch zahlreiche Pilger zu Fuß durch den Aachener Wald nach Moresnet. Des Weiteren befinden sich auf dem Areal noch eine alte Einsiedelei und das Kloster Maria, Hilfe der Christen mit dem Pilgerbüro.

## Geschichte

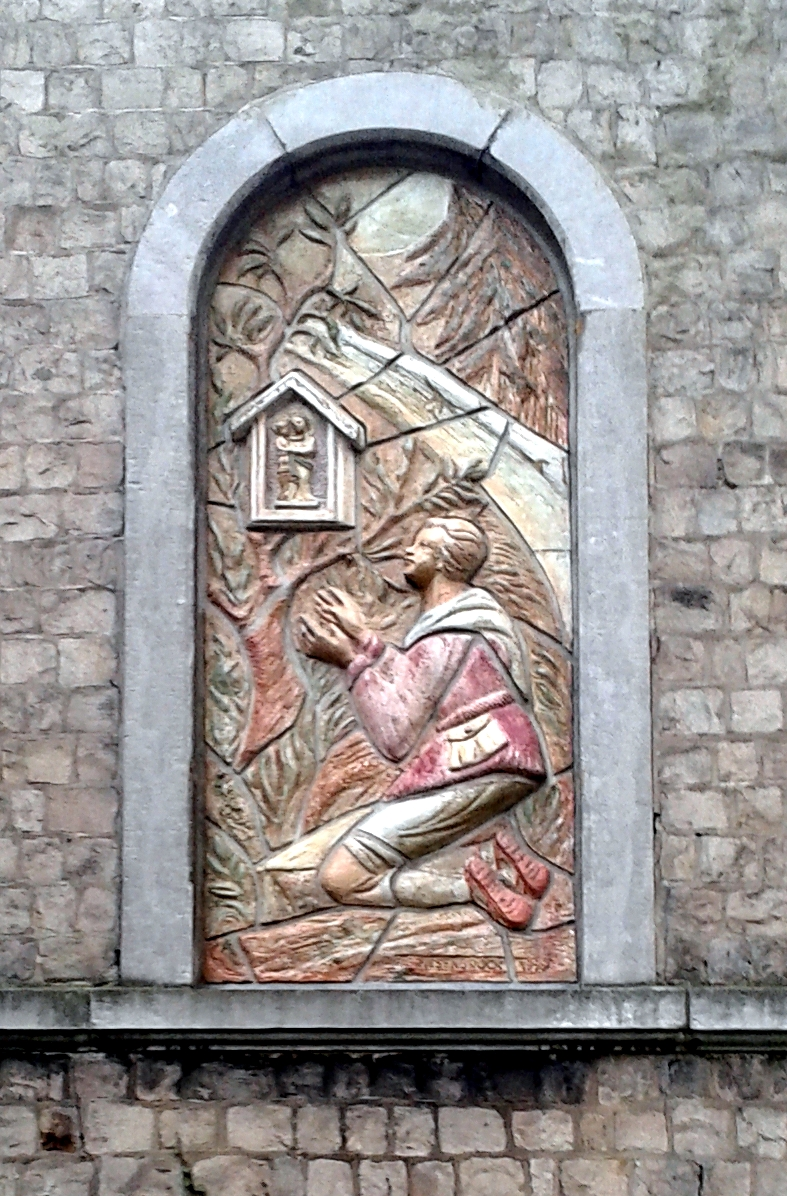
Der betende Peter Arnold Frank; Relief von Frans Griesenbrock

Die Marienverehrung geht auf eine Begebenheit zurück, die sich Mitte des 18. Jahrhunderts in Moresnet ereignet haben soll. Peter Arnold Frank (1741–1801) litt offensichtlich an Epilepsie. Seinen ersten epileptischen Anfall bekam er im Verlauf eines Erdbebens, das um 1747 in dieser Gegend zum Ausbruch kam. Die frommen Eltern besuchten daraufhin im Jahre 1748 mit ihrem Sohn die Aachener Heiligtumsfahrt, wo sie sich durch die Verehrung der dortigen Reliquien Heilung für ihn erhofften. Da die Anfälle jedoch nicht nachließen, bat Peter Arnold eine Botenfrau aus dem Dorf, ihm bei Gelegenheit eine Marienfigur aus Aachen mitzubringen. Dieser Wunsch wurde ihm im Jahre 1750 erfüllt und er fertigte eigens dafür einen Bildstock an. Diesen brachte er an einer alten Eiche im nahegelegenen Wald an, wo er beim Gebet ungestört sein konnte. Im Laufe der Jahre ließen die epileptischen Anfälle nach, was Peter Arnold auf die Anrufung der Gottesmutter zurückführte.
Diese Begebenheit sprach sich in der dörflichen Umgebung schnell herum und viele kamen, um ebenfalls von ihren Leiden befreit zu werden. In der Zeit der Französischen Revolution versteckte Peter Arnold das Gnadenbild in seinem Hause. Als er nach dem Ende der Revolutionswirren die Figur wieder zurückbringen wollte, war die Kiste, in der er diese versteckt hatte, aus ungeklärtem Grunde leer. Stattdessen fand er das Marienbild, so die Überlieferung, auf „wundersame Weise“ wieder an ihrem ursprünglichen Platz an der alten Eiche angebracht.
Die Verehrung des Gnadenbildes vertiefte sich, als in den Jahren 1771 und Jahr 1797 eine grassierende Viehseuche vom Ort abgewendet werden konnte, nachdem die Landwirte zum Gnadenbild gepilgert waren. Da seitdem die Wallfahrten mit einer gewissen Regelmäßigkeit und mit stetig steigenden Pilgerzahlen stattfanden, kann das Jahr 1797 als der eigentliche Beginn der Wallfahrtsstätte Moresnet-Chapelle angesehen werden.

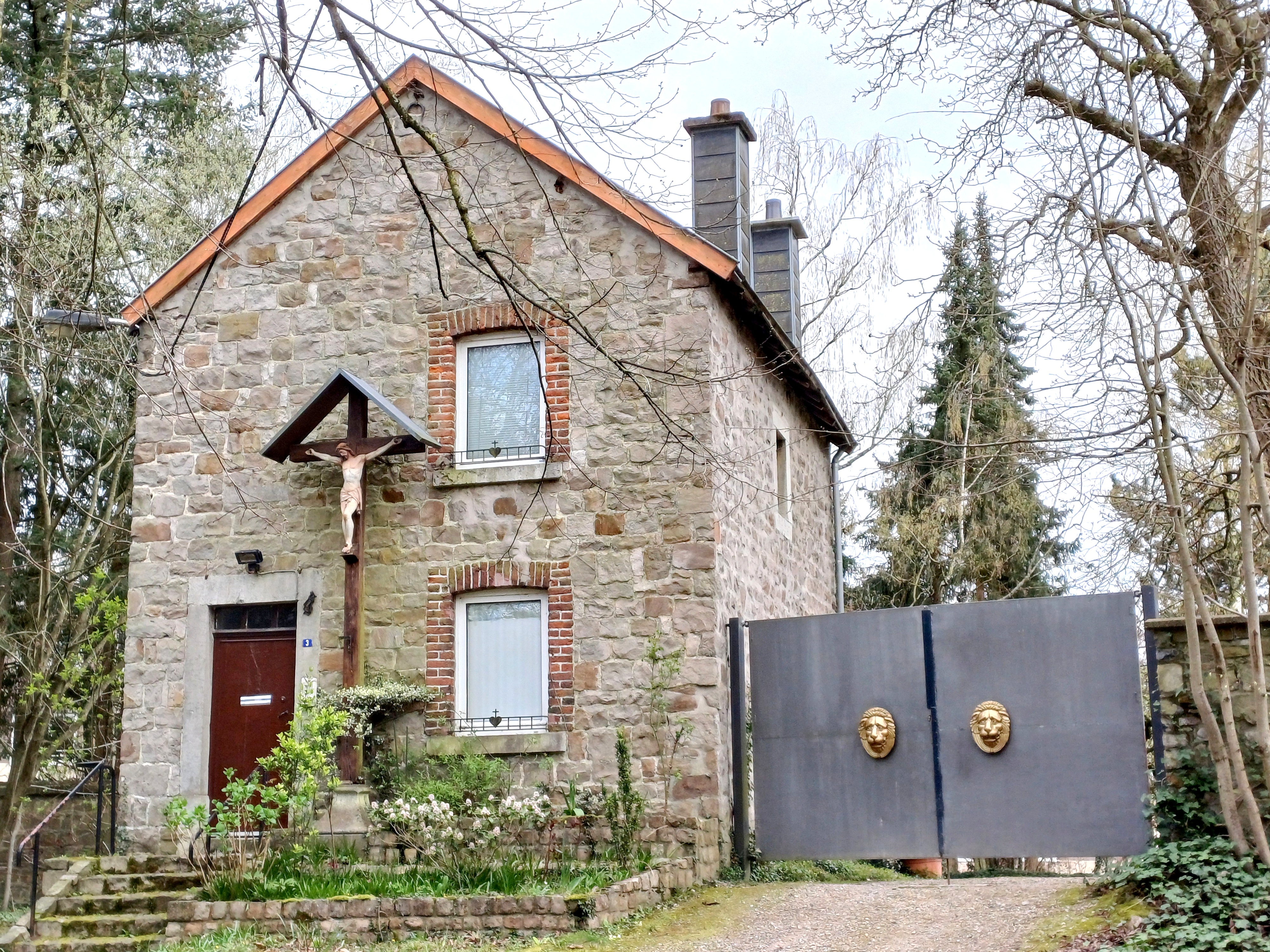
Einsiedelei Moresnet-Chapelle

Nach dem Tode Peter Arnolds 1801 gründeten die Bürger von Moresnet ein Komitee zum Bau einer steinernen Kapelle am Ort der alten Eiche, die 1823 eingeweiht werden konnte und in der das Gnadenbild eine dauerhafte Bleibe fand. Im Jahr 1829 organisierte erstmals die Pfarre St. Jakob in Aachen eine Wallfahrt, und Pfarren aus Belgien und den Niederlanden folgten diesem Beispiel. Mit der Weihe der zwischenzeitlich erweiterten Kapelle im Jahr 1831 fand die kirchliche Anerkennung von Moresnet-Chapelle als Wallfahrtsort statt. Ein Eremit, der sich im gleichen Jahr neben der Kapelle niedergelassen hatte und dort eine Einsiedelei errichtete, betreute die Kapelle und die Pilger. Bis 1876 kümmerten sich weitere Einsiedler um die Wallfahrtsstätte, der bislang letzte trat in den Franziskanerorden ein.
Der Wallfahrtsort wurde vom Lütticher Bischof Jean-Pierre Delville Ende Dezember 2024 zu einer „Jubiläumskirche“ im Rahmen des von Papst Franziskus ausgerufenen Jubeljahrs 2025 (Spes non confundit) ernannt und dazu mit einem besonderen Pilgerstab als Symbol für die „Pilger der Hoffnung“ ausgestattet.

## Das Kloster

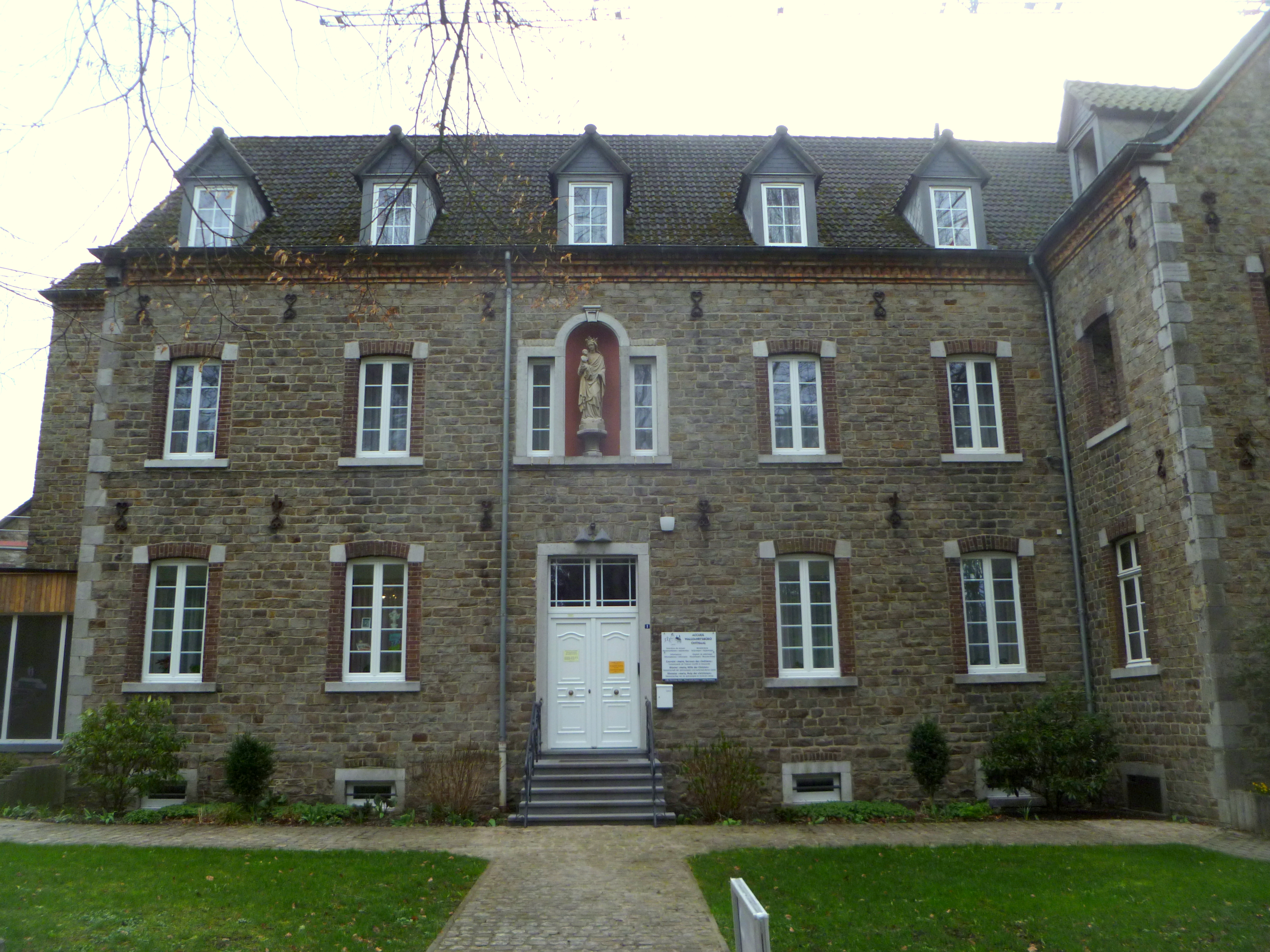
Das Konventsgebäude
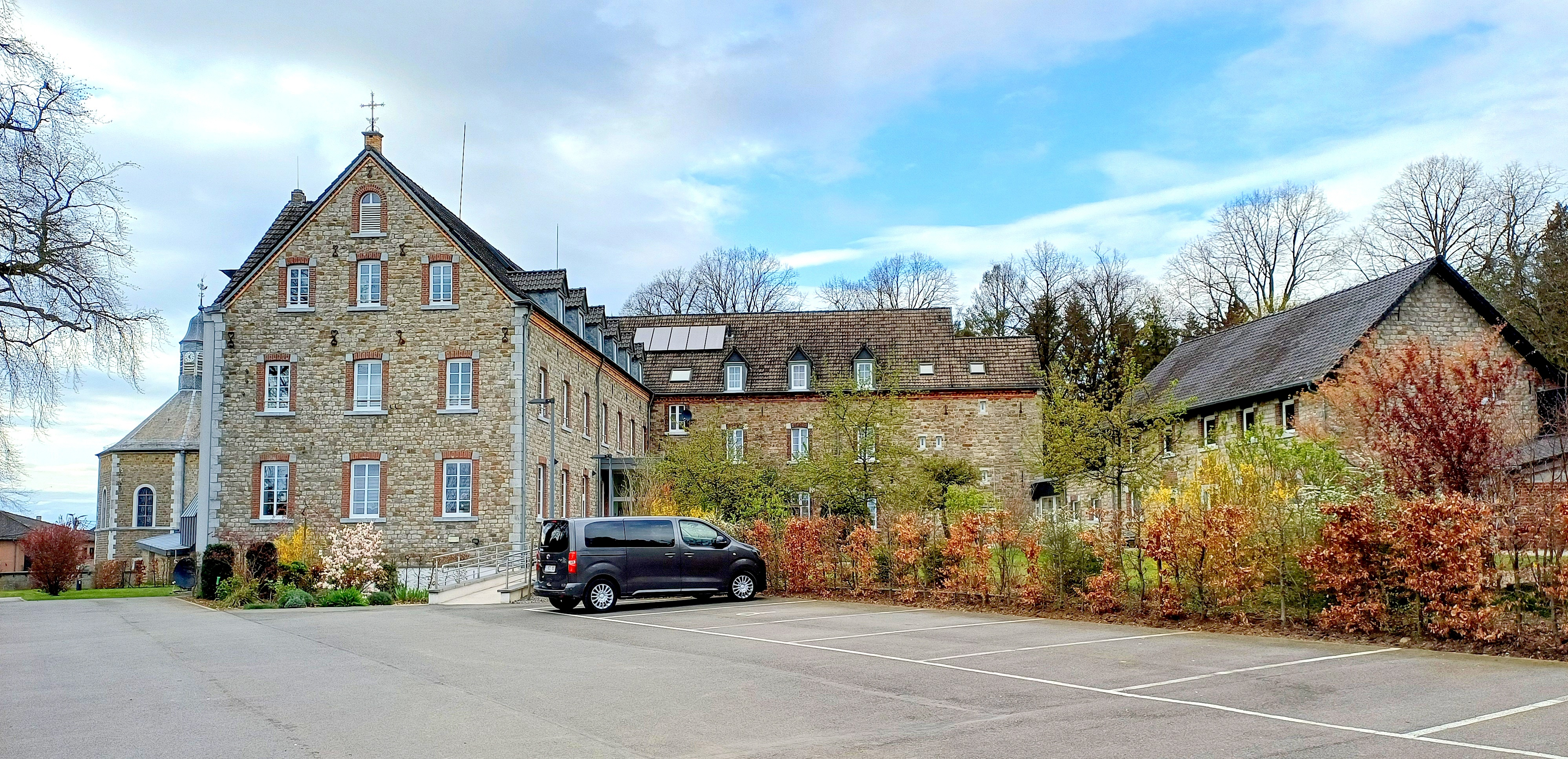
Rückseite Klosteranlage

Die Franziskaner der sächsischen Ordensprovinz Saxonia hatten sich auf Vermittlung der Aachener Ordensgründerin Franziska Schervier in Moresnet angesiedelt, nachdem sie infolge des Kulturkampfes aus Preußen weichen mussten. Die Brüder in Moresnet kamen aus der Residenz in Aachen, die am 15. September 1875 geschlossen wurde. Wegen der Deutschsprachigkeit im Gebiet von Moresnet gab es keine sprachlichen Barrieren. Der Bischof von Lüttich, Théodore de Montpellier, beauftragte nach längeren Verhandlungen und durch Vermittlung der Aachener Bürgerin von Carlowitz, einer Verwandten des Bischofs, am 1. Mai 1878 den Orden mit der Betreuung der Wallfahrtsstätte; gegen die Übernahme der Wallfahrtsseelsorge hatte sich anfangs die Ortsgeistlichkeit von Moresnet gewehrt. 
Mit weiter steigender Pilgerzahl wurde an Stelle der Kapelle der Bau einer Wallfahrtskirche verwirklicht, die am 8. September 1880 geweiht wurde. Fünf Jahre später erfolgte die Grundsteinlegung zum Bau eines Konventgebäudes für die Franziskaner in unmittelbarer Nachbarschaft zur Kirche, das dem Patrozinium Maria, Hilfe der Christen unterstellt wurde. Anfangs hatten die Brüder in einem kleinen Haus gewohnt, von dessen acht Räumen sie zwei zu einer Hauskapelle umbauten. Die Mittel brachten die Franziskaner durch Kollekten in Aachen auf. Maßgeblichen Einfluss hatte Pater Othmar Maasmann, der zwischen 1861 und 1864 und dann wieder von 1879 bis 1885 und von 1891 bis 1894 Provinzialminister der Ordensprovinz Saxonia war; von 1879 bis 1885 leitete er die Provinz von Moresnet aus. Von 1875 bis 1879 sowie von 1885 bis 1887 amtierte er als Oberer (Präses) des Klosters in Moresnet und betrieb den Bau von Kirche und Kloster. Der Erwerb des Grundstücks und der Bau von Kirche und Kloster wurden durch Aachener Wohltäter ermöglicht. Formal kaufte – wegen des Armutsgelübdes der Franziskaner – der Aachener Bürger Wilhelm Joseph Dahmen das Anwesen in Moresnet und überschrieb es 1882 mit päpstlicher Erlaubnis an Pater Othmar Maasmann als Oberen, der gesetzlicher Eigentümer wurde; damit im Falle seines Todes das Kloster nicht an seine weltlichen Erben fiel, setzte Maasmann testamentarisch den Franziskaner Theodor Raitz von Frenz als Erbberechtigten ein. Nachdem gemäß Gesetz vom 29. April 1887 den Franziskanern die Rückkehr nach Preußen gestattet worden war, kehrten sie im Jahr 1888 nach Aachen zurück, wo Othmar Maasmann bis 1891 Oberer wurde und ebenfalls ein neues Kloster mit einer Kirche in der Monheimsallee baute. Daraufhin übernahmen vorübergehend die Jesuiten, ein in Preußen weiterhin verbotener Orden, Kloster und Betreuung der Wallfahrtsstätte; die Baulichkeiten wurden ihnen von den Franziskanern vermietet. Bereits 1894 verließen die Jesuiten den Ort jedoch wieder, und die Franziskaner kehrten am 1. September 1894 zurück. Sie ließen als erstes einen Kalvarienberg mit dem Kreuzweg anlegen.
Nach dem Ersten Weltkrieg wurde das Kloster 1919 durch die belgische Regierung beschlagnahmt. Auf Betreiben der politischen Gemeinde Moresnet verblieb aber die Verwaltung des Gebäudes bis zur Freigabe 1921 bei den Franziskanern. 1921 konnte wieder eine feierliche Prozession mit dem Gnadenbild stattfinden.
Die 1929 wiederbelebte Kölnische Franziskanerprovinz von den Heiligen Drei Königen, der sich der Konvent in Moresnet anschloss, betreute bis 2005 die Wallfahrtsstätte. Nachdem die Ordensprovinz mangels Nachwuchses die Arbeit nicht mehr gewährleisten konnten, ging die Verantwortung für die Anlagen zunächst auf die Pfarrgemeinde über. Ab 2014 gründete die Gemeinschaft der gekreuzigten und auferstandenen Liebe, eine private Vereinigung von Gläubigen aus Maastricht in den Niederlanden, dort eine Niederlassung und übernahm die Betreuung der Wallfahrt. In Erinnerung an den Initiator der Wallfahrtsstätte, Peter Arnold Frank, wurde der Platz vor der Kirche von der Gemeinde Plombières in „Place Arnold Frank“ umbenannt.

## Pilgerweg

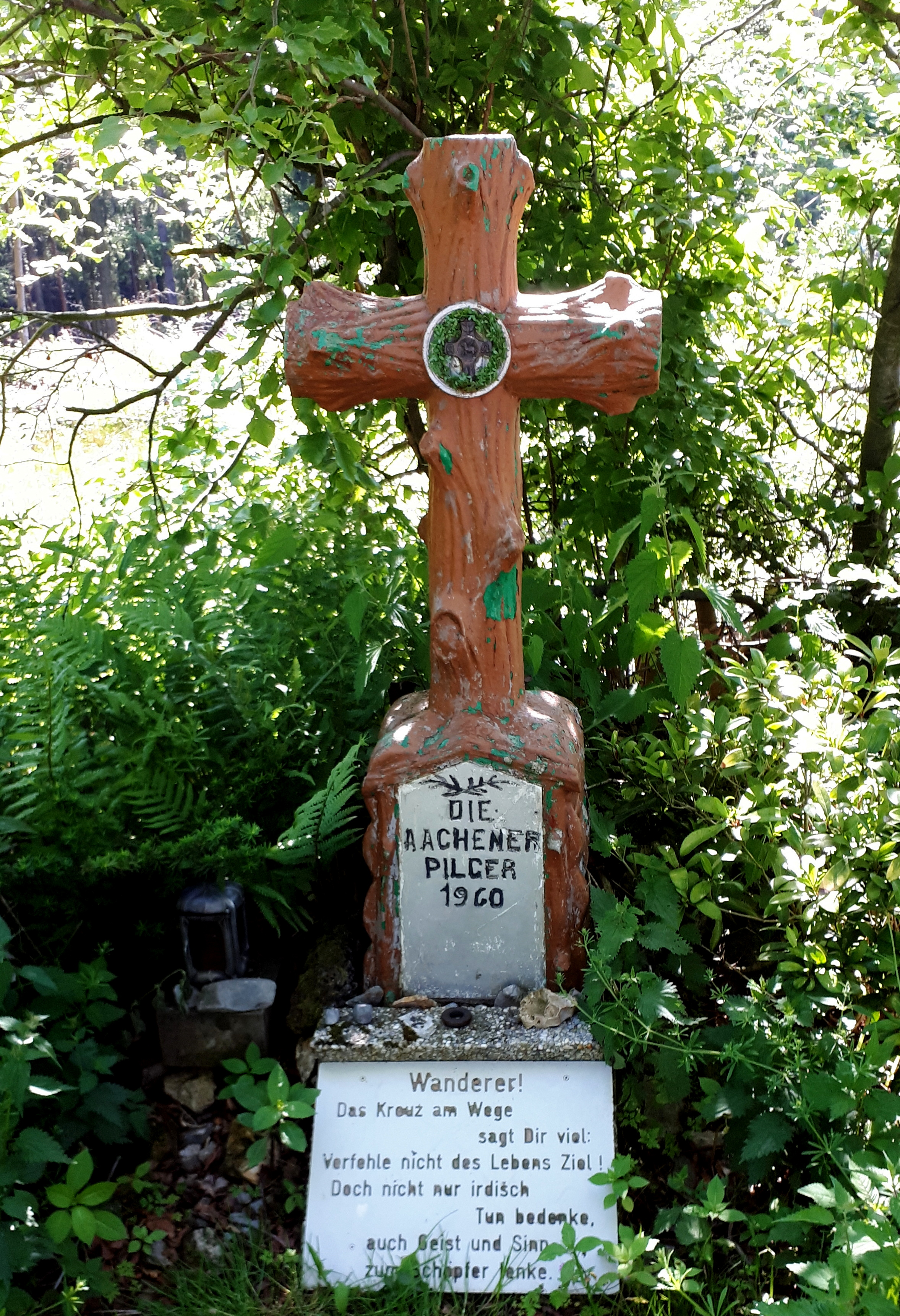
Pilgerkreuz von 1960

Der Pilgerweg von Aachen nach Moresnet-Chapelle und der Wallfahrtsort sind Teil des Jakobsweges, der als „Weg 1“ der Nordrheinischen Jakobswege von Beyenburg über Köln und Aachen nach Lüttich führt. Schon in frühester Zeit war die Kirche St. Jakob nach dem Aachener Dom die 1. Stationskirche auf der so genannten Niederstraße von Aachen nach Santiago de Compostela und wer dort Station machte, bekam den Reisesegen und verließ die Pilgerstadt Aachen durch das ehemalige Jakobstor. Diese Prozession wurde auch von Schmugglern genutzt und während der ersten Jahre der NS-Zeit auch von jüdischen Bürgern, die von da aus versuchten, in Belgien unterzukommen oder das Einflussgebiet der Nazis ganz zu verlassen. Auch aus der Kriegsgefangenschaft entflohene Franzosen und Wallonen nutzten diesen Weg. Als Wallfahrtsseelsorger war Pater Bentivolius Marxen der dortige Ansprechpartner für diese Menschen.
Bis heute hat sich am Streckenverlauf kaum etwas geändert, und der Pilgerweg verläuft nach Verlassen der Jakobskirche entlang der Lütticher Straße zunächst zur Straße Preusweg. Am Ende dieser Straße, an der Ecke zum Karlshöher Talweg, wo sich auf einem Parkplatz die Mittwochspilger treffen, zieht der Pilgerweg weiter in südwestlicher Richtung über den Moresneter Weg durch den Aachener Wald, überquert die Grüne Grenze nach Belgien und verläuft weiter bis zur Bahnunterführung bei Moresnet-Chapelle, wo er als Rue d'Aix zur Wallfahrtskapelle zieht. Die Länge des Pilgerweges beträgt je nachdem ob man ab der Jakobskirche oder ab dem Preusweg startet zwischen sechs und acht Kilometer. An seinem Verlauf sind auf deutscher Seite fünf und auf belgischer Seite acht Pilgerkreuze, teilweise mit Spruchtafeln, angebracht, die von den Aachener Fußpilgern gestiftet worden sind. Sie gedenken unter anderem an die Schrecken der Kriege und die Gefallenen sowie an die Verstorbenen, darunter im Besonderen an Therese Göttgens und Helene Sommer, die 1937 bzw. 1998 auf dem Pilgerweg gestorben sind.

## Gnadenkapelle
Nachdem zu Beginn des 19. Jahrhunderts die Pilgerstätte stetig an Zulauf gewonnen hatte, beschloss eine Bürgervereinigung, an der Stelle, an der sich die Eiche mit dem Gnadenbild befand, eine steinerne Kapelle zu erbauen. Diese wurde 1823 geweiht und musste wegen des großen Andrangs bereits 1830 erstmals um einige Meter und zwei Fensterbreiten verlängert werden. Im Jahr 1873 folgte eine zweite Verlängerung, die in Anlehnung an das Oktogon am Aachener Dom, an die Liebfrauenbasilika in Scherpenheuvel-Zichem und an die Gnadenkapelle in Kevelaer in Form eines achteckigen Vorbaus errichtet wurde. Nachdem die Franziskaner 1876 die Wallfahrtsstätten übernommen hatten, rissen sie bereits drei Jahre später die ursprünglichen Gebäudeteile der alten Gnadenkapelle bis auf das neuere Oktogon ab und bauten an dieses die heutige Wallfahrtskirche an.
Die Kapelle mit dem Gnadenbild wurde dadurch zu einem Seitenaltar im Chor der Kirche. Um die Pilgergottesdienste durch die Besucher des Gnadenbildes nicht zu stören, entschlossen sich die Franziskaner gegen Ende des 20. Jahrhunderts, an der Südseite der Kirche eine separate neue Gnadenkapelle anzubauen. Dieser Anbau wurde in den Jahren 1991/1992 nach Plänen von Luc Lebeau und Manfred Lerho aus Kelmis erneut in achteckiger Form seitlich an dem Kirchenschiff errichtet und durch in die Seitenwand des Chores eingelassene Türen sowie von außen durch einen eigenen Gang entlang des Chores zugänglich gemacht. Eine Lichtkuppel in der Decke sowie ein großes Rundfenster über und zwei schmale Längsfenster neben dem Gnadenaltar sorgen für die Beleuchtung. Für die Planung und Erstellung der Fenster zeichnete der deutsch-niederländische Künstler Frans Griesenbrock verantwortlich. Die Grundsteinlegung der Kapelle erfolgte am 2. Februar 1991, die Einweihung war am 8. September 1991 und die Überführung des Gnadenbildes am 2. Februar 1992.

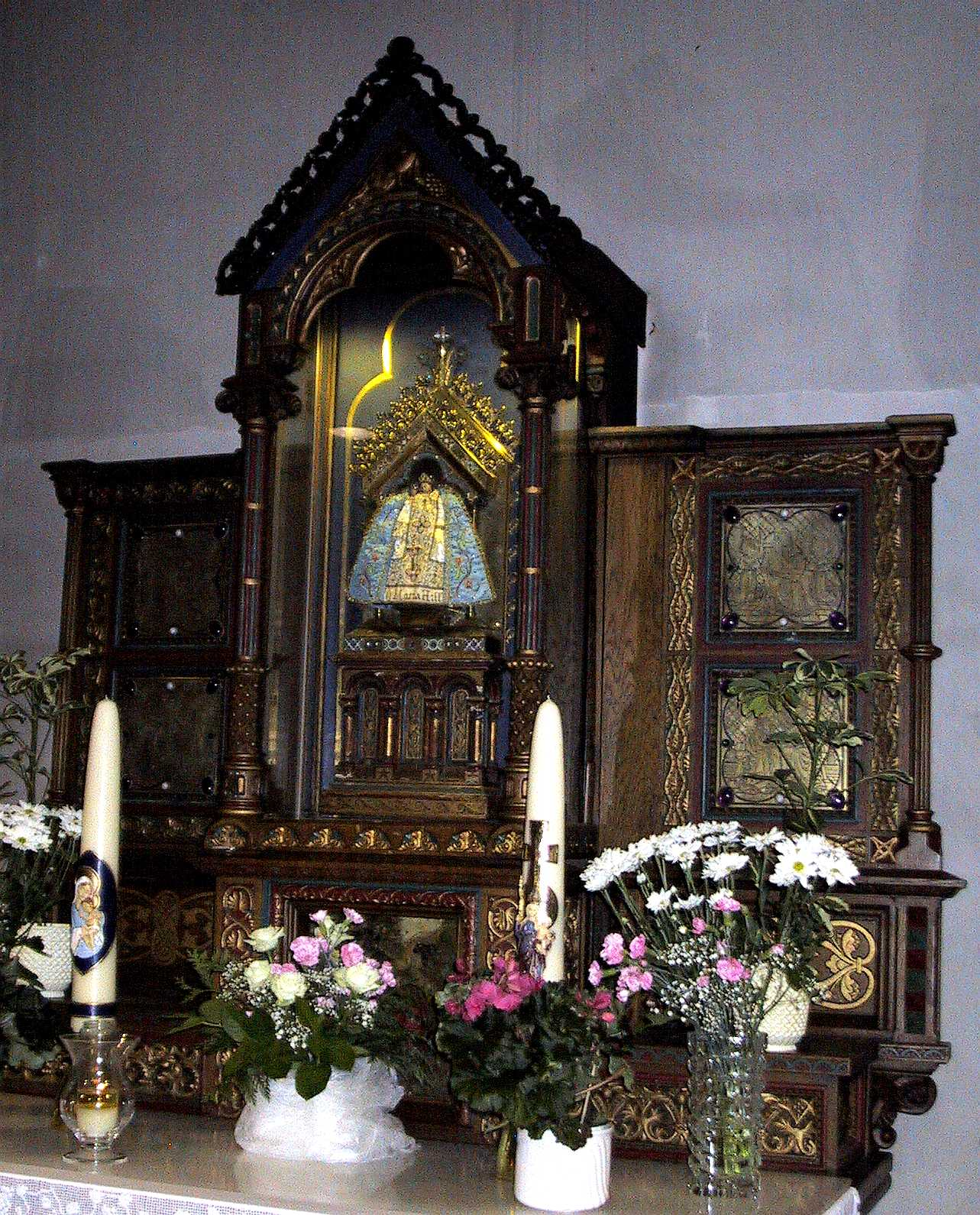
Gnadenaltar in der Gnadenkapelle

Zentraler Blickpunkt der neuen Kapelle ist der neugotische Gnadenaltar an der Südwand, flankiert von jeweils zwei weiteren Seitenwänden mit Nischen zum Abbrennen von Votivkerzen. Im erhöhten Mitteltrakt des Altars ist in einem offenen Holzgehäuse ein wertvoller Schrein eingelassen, der in der Aachener Goldschmiedewerkstatt von Johann Schreyer (1855–1935) angefertigt wurde. In diesem befindet sich die aus dem Jahre 1750 stammende Terrakottafigur der Gottesmutter mit dem auf einer barocken Säule stehenden Jesuskind. Die Marienfigur, die mit einem langen braunen Kleid bekleidet und mit einer blauen Stola verziert ist, kann ebenso wie die Figur des Jesuskindes an bestimmten Festtagen mit unterschiedlichem Schmuck und Stoffen aus Seidenstickerei geschmückt werden.
Unterhalb des Gnadenbildes sind im Holzrelief des Altares die historischen Anlässe der Wallfahrt wie beispielsweise das Anbringen der Marienfigur an der Eiche durch den frommen Peter Arnold Frank und die von der Seuche genesenden Kühe dargestellt. Seitlich des Schreines finden sich auf vergoldeten und im Holz eingelassenen Bildtafeln Begebenheiten aus dem Leben Marias.

## Wallfahrtskirche
Die Grundsteinlegung des von den Franziskanern in Auftrag gegebenen Neubaus der Wallfahrtskirche fand am 13. Juni 1879 statt und wurde nach dem Abriss der alten Gnadenkapelle östlich an das 1873 errichtete Oktogon angebaut und am 8. September 1880 geweiht. Erst 1924 wurde das bis dahin nur lose an das Kirchenschiff angelehnte Oktogon durchgehend mit dem Chor verbunden und geöffnet, so dass ein gemeinsamer Raum entstand. Das Oktogon dient seitdem als Haupteingang. Im Jahr 1937 wurde im Rahmen einer grundlegenden Restaurierung das schlichte und langgestreckte Kirchenschiff um sechs Steinreihen erhöht, um damit eine einheitliche Dachauflage zu erlangen. Die Wände wurden durch ein rundherum laufendes Gurtgesims verstärkt, über dem in regelmäßigen Abständen insgesamt 15 Rundbogenfenster eingelassen sind, die im Jahr 1950 durch den Glasmaler Frans Griesenbrock erneuert wurden. Das zugemauerte Rundbogenfenster hinter dem Altar in der Apsis ist von außen mit einem Relief ausgestattet, das ebenfalls von Griesenbrock angefertigt wurde und den betenden Peter Arnold Frank vor dem Gnadenbild an der Eiche darstellt. Auf dem Oktogon sind ein mit einem Kreuz bestückter Dachreiter für eine Glocke und die Kirchturmuhr und auf dem Dach der Apsis ein Türmchen mit einer Nachbildung des Gnadenbildes für eine weitere Glocke aufgesetzt, die beide im Jahr 1900 gespendet wurden.
Das Innere der Kirche schließt in fünf Jochs mit Kreuzrippengewölben ab, in deren Schlusssteine das Marienmonogramm „M“ eingelassen ist. Über dem Haupteingang des Oktogons befindet sich die Orgelbühne mit Blick auf die im Osten des Kirchenschiffes liegende Apsis mit dem Hochaltar und dem Zelebrationsaltar. Das Hochkreuz wird flankiert von Statuen der Jungfrau Maria und des Apostels Johannes. Darüber hinaus befinden sich an den Seiten des Altarraumes noch das Marienbildnis mit dem Jesuskind und eine Statue des hl. Antonius von Padua.
An der Nordwand des Chores befinden sich Kreuzwegstationen im Stil der Nazarener und eine ausdrucksstarken Pietà, an der Südwand befinden sich Statuen der hll. Franziskus, Klara, Antonius von Padua und Josef. Darüber hinaus sind beide Seitenwände bedeckt mit zahlreichen Votivtafeln der Pilger.
Im Mittelgang der Kirche befindet sich eine Platte im Fußboden, die auf den Standort der früheren Eiche hinweist, an der von 1750 bis 1823 das von Peter Arnold Frank angebrachte Gnadenbild hing.

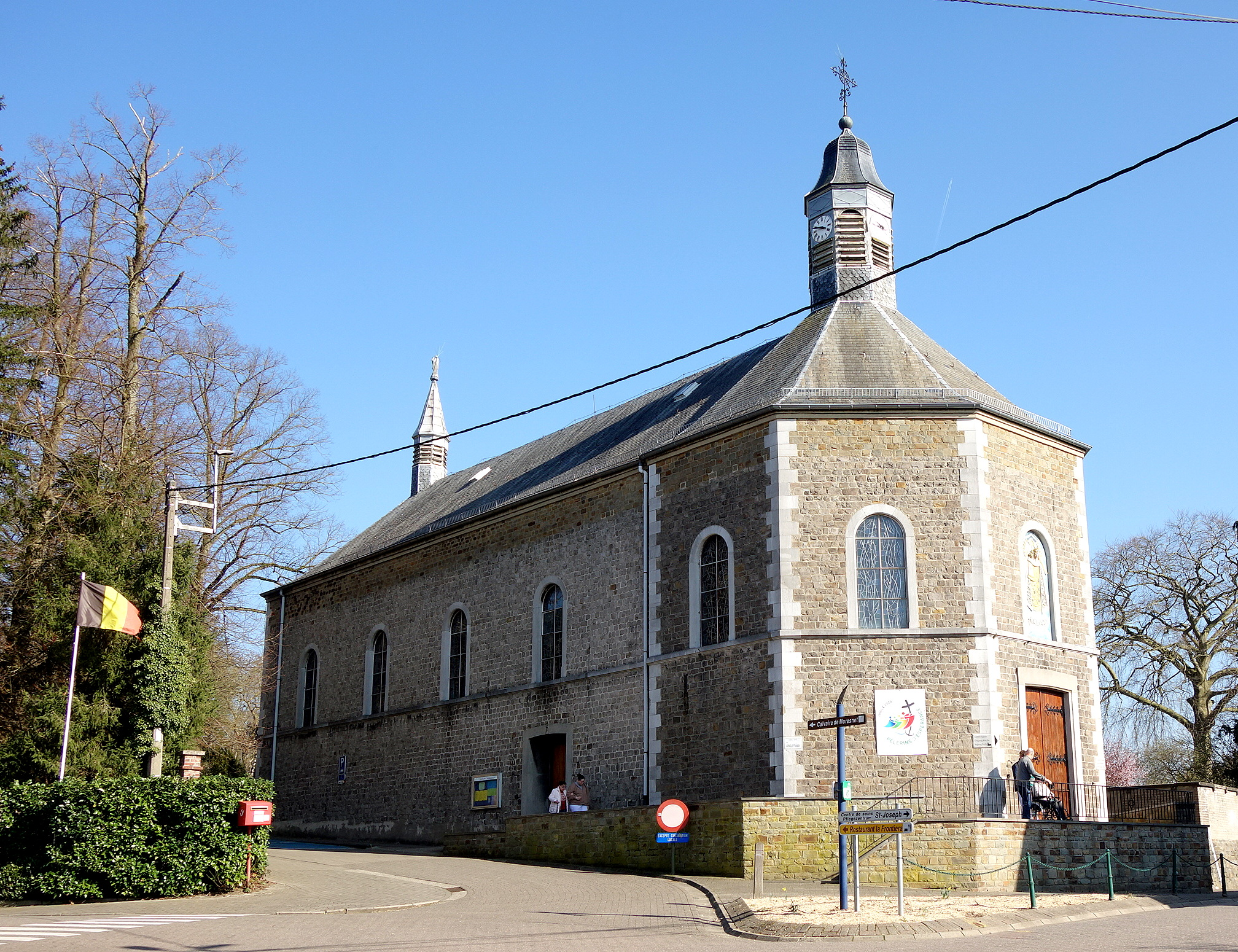
Wallfahrtskirche
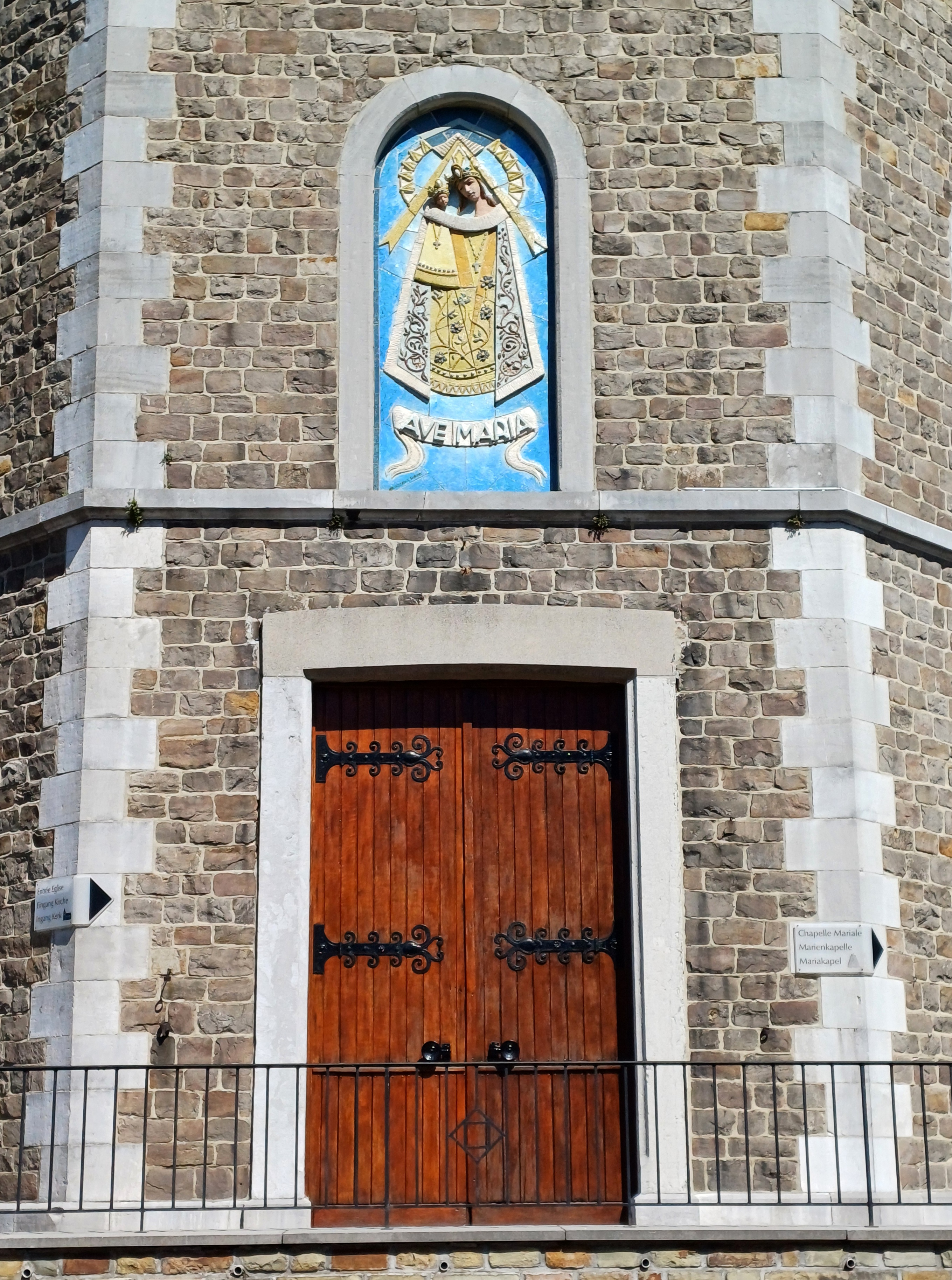
Portal und Marienrelief
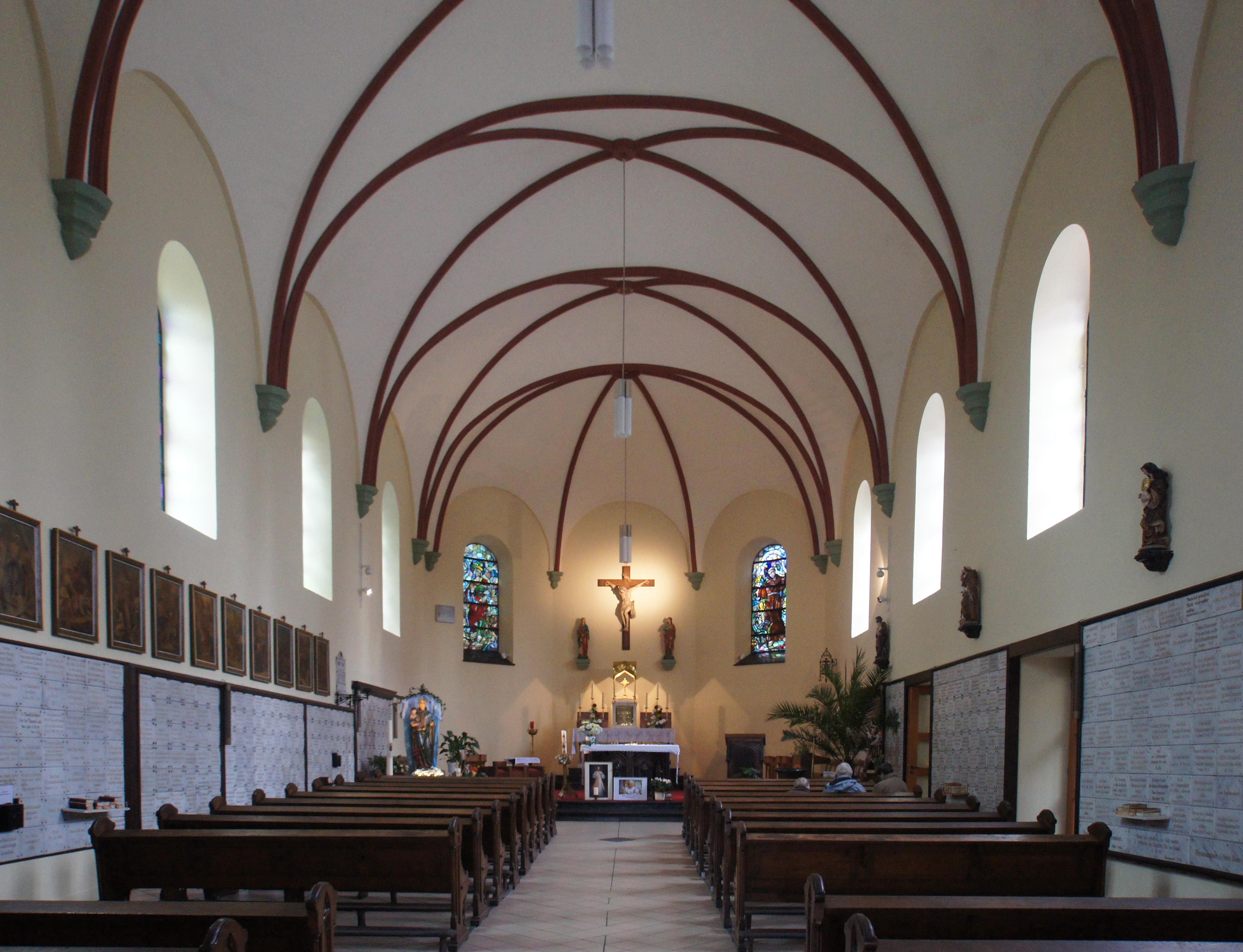
Innenansicht der Kirche
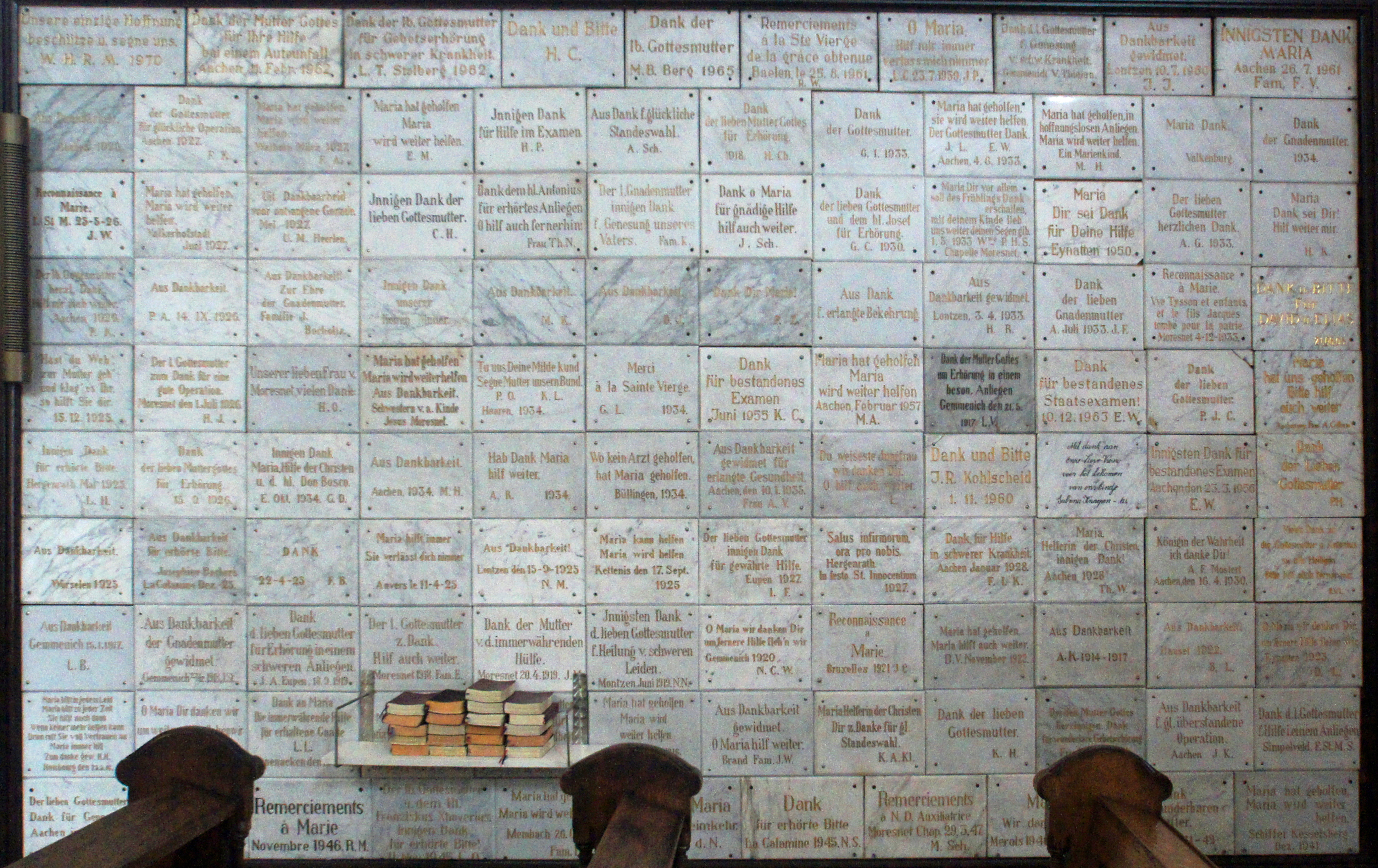
Votivtafeln
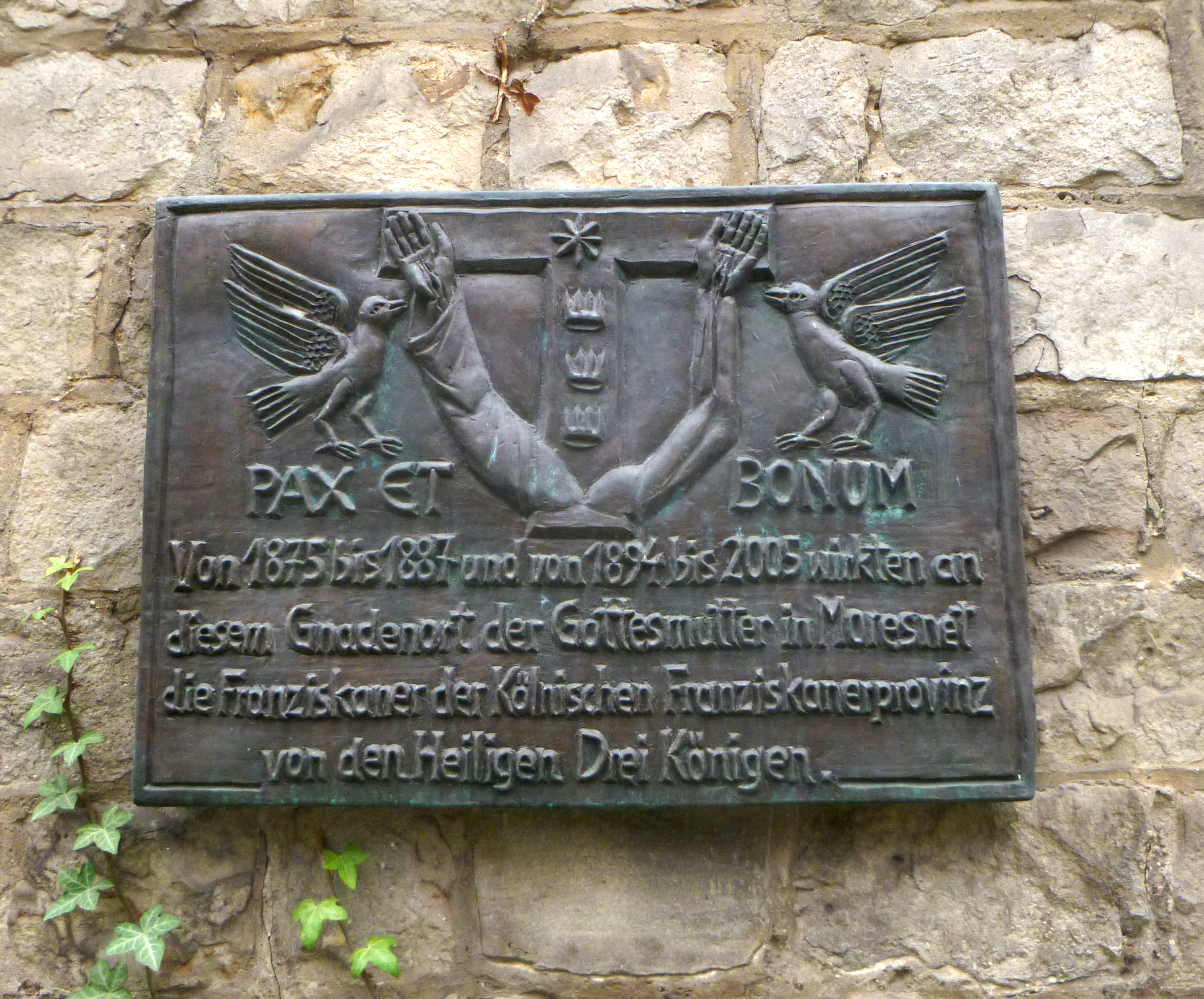
Wandtafel
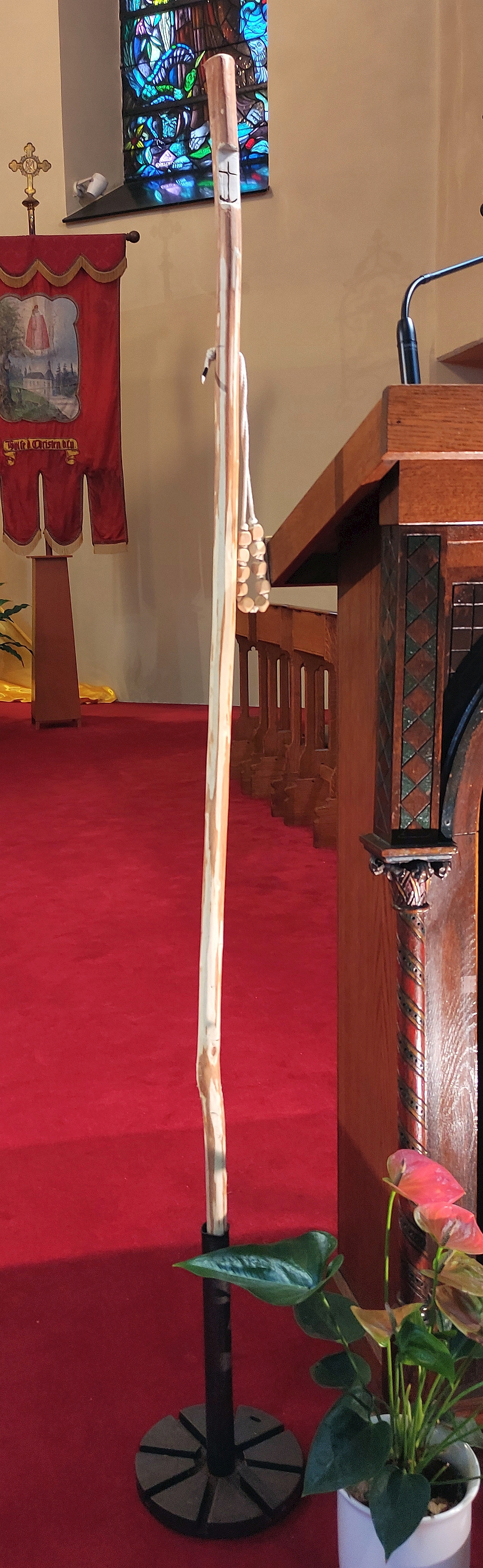
Pilgerstab zum Jubeljahr 2025

## Kreuzweg
Unmittelbar nach ihrer Rückkehr nach Moresnet im Jahr 1894 fassten die Franziskaner auf Initiative ihres Präses Johannes Ruiter den Entschluss, einen Kreuzweg zu errichten. Dazu erwarb der Präses mit Unterstützung der Gemeinde benachbarte Grundstücke und begann mit den Planungen für die Finanzierung und die Bauausführung. Durch Krankheit verzögerte sich die Umsetzung, und erst durch den Bruder Quintilian Borren konnten die Arbeiten bis Anfang 1904 zum Abschluss gebracht werden.
Borren ließ 14 große Stationen errichten, die in der Art einer Grotte aus belgischen Bruchsteinen erstellt und außen mit Lavasteinen sowie innen mit Tropfsteinen an den Decken überzogen und mit schmiedeeisernen Gittern verziert wurden. Die inneren Rückwände sind mosaikartig mit vielen Details ausgekleidet. Die als Hochreliefs erstellten 14 Kreuzwegstationen schuf der Kölner Bildhauer Wilhelm Albermann aus französischem Sandstein. Als letzte wurde 1904 die XIV. Station, die Grablegung Jesu, angefertigt.
Eine Besonderheit stellt die XII. Station, die Kreuzigung Christi, dar, die als Kalvarienberg mit Platz für Gottesdienste im Freien gestaltet wurde. Während alle Reliefbilder die Größe von 150 × 120 cm hatten, wurde das Hochrelief in der als Kapelle hergerichteten Grotte der XII. Station in der Größe von 200 × 220 cm erstellt und stellt eine Kreuzigungsgruppe mit dem hl. Franziskus dar. Im Jahr 1903 kamen die Darstellungen Mariens und des Apostels Johannes, die Kreuze der Schächer und der Hauptmann hinzu, die von dem Aachener Bildhauer Lambert Piedboeuf entworfen und drei Meter oberhalb der Grotte aufgesetzt wurden. Vor der Grotte wurden ein Altar errichtet sowie Bänke für Pilgergottesdienste aufgestellt. Da die Christusfigur und die Figuren der beiden Schächer stark verwittert waren, wurden sie im Jahr 1981 durch Bronzeplastiken nach Entwürfen des Franziskaners und Künstlers Laurentius Ulrich Englisch ausgetauscht. Rundum ist die parkähnliche Kreuzweganlage mit einer halbhohen Mauer umgeben, in der zur Klosterseite hin die Tore mit reich verzierten schmiedeeisernen Gittern versehen sind.

Stationen (Auswahl)
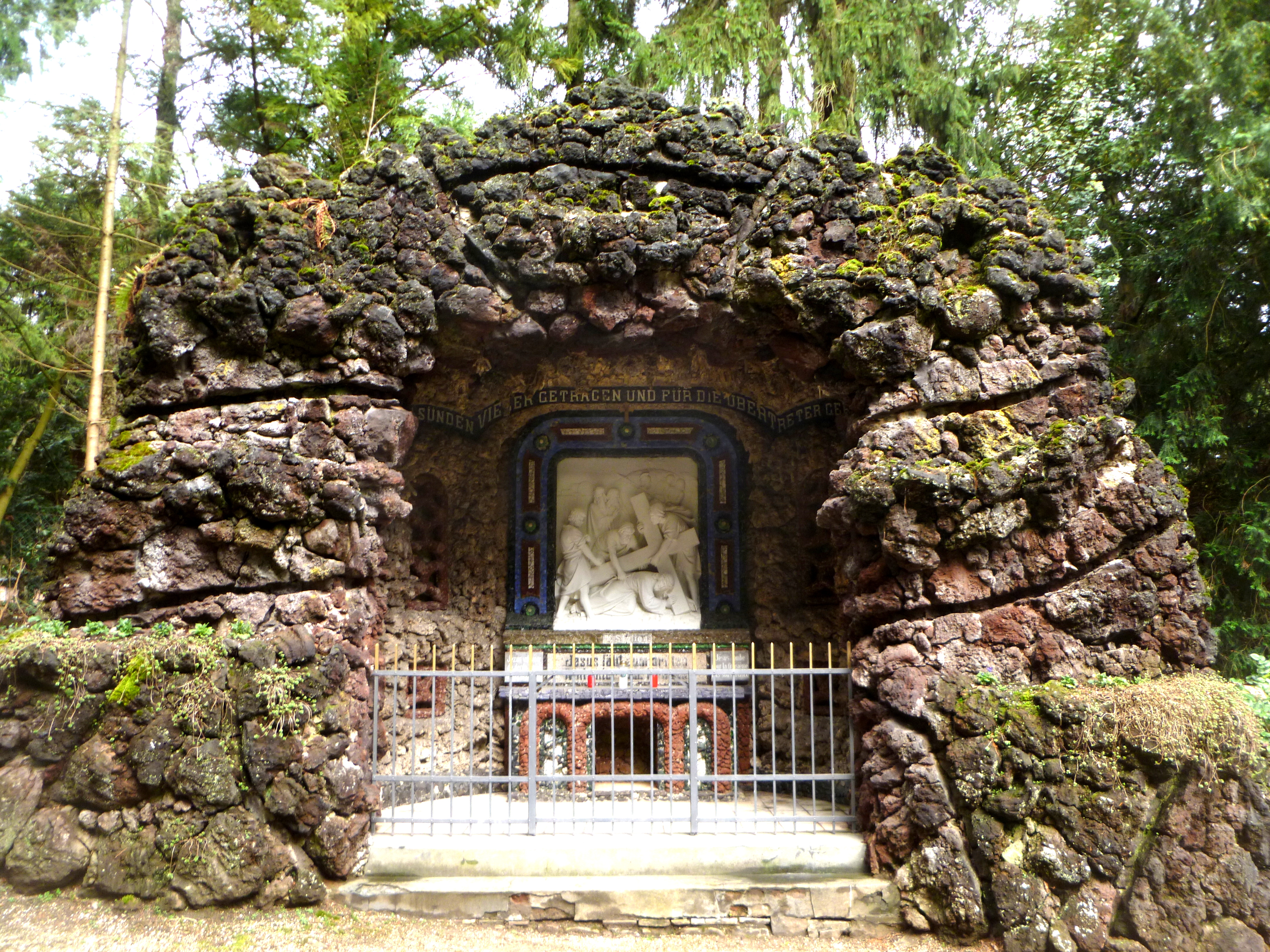
IX. Station
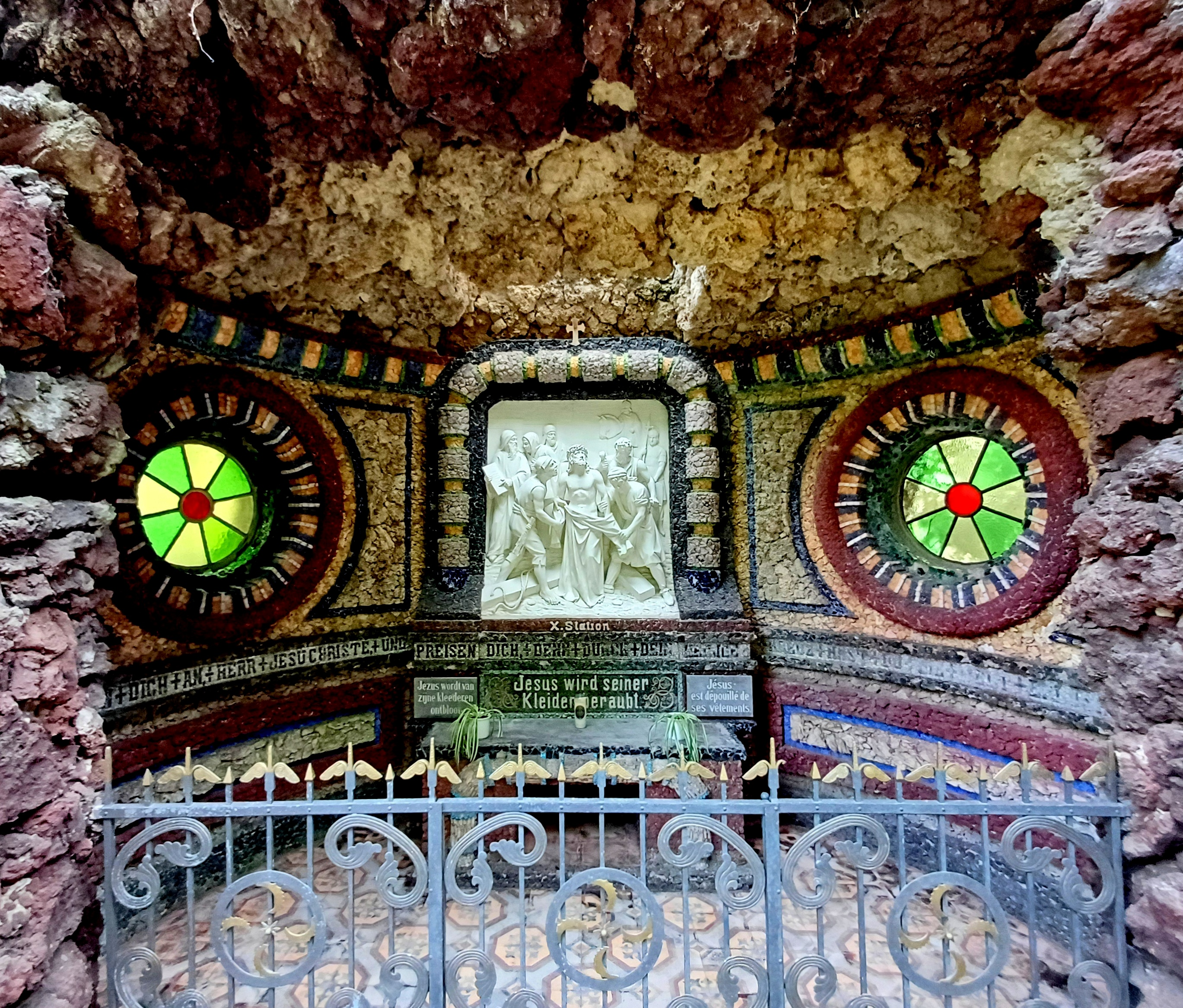
Station X
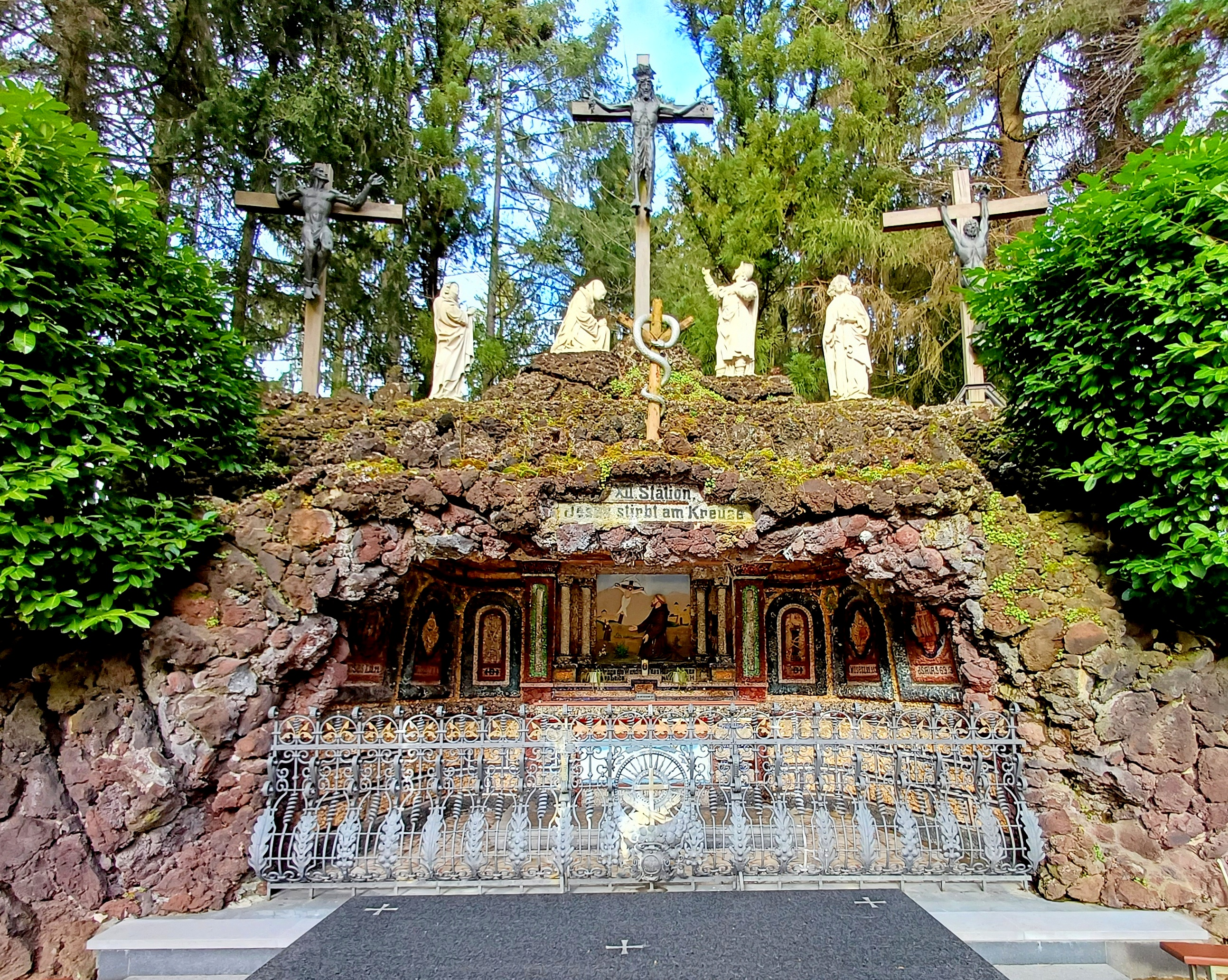
Kalvarienberg
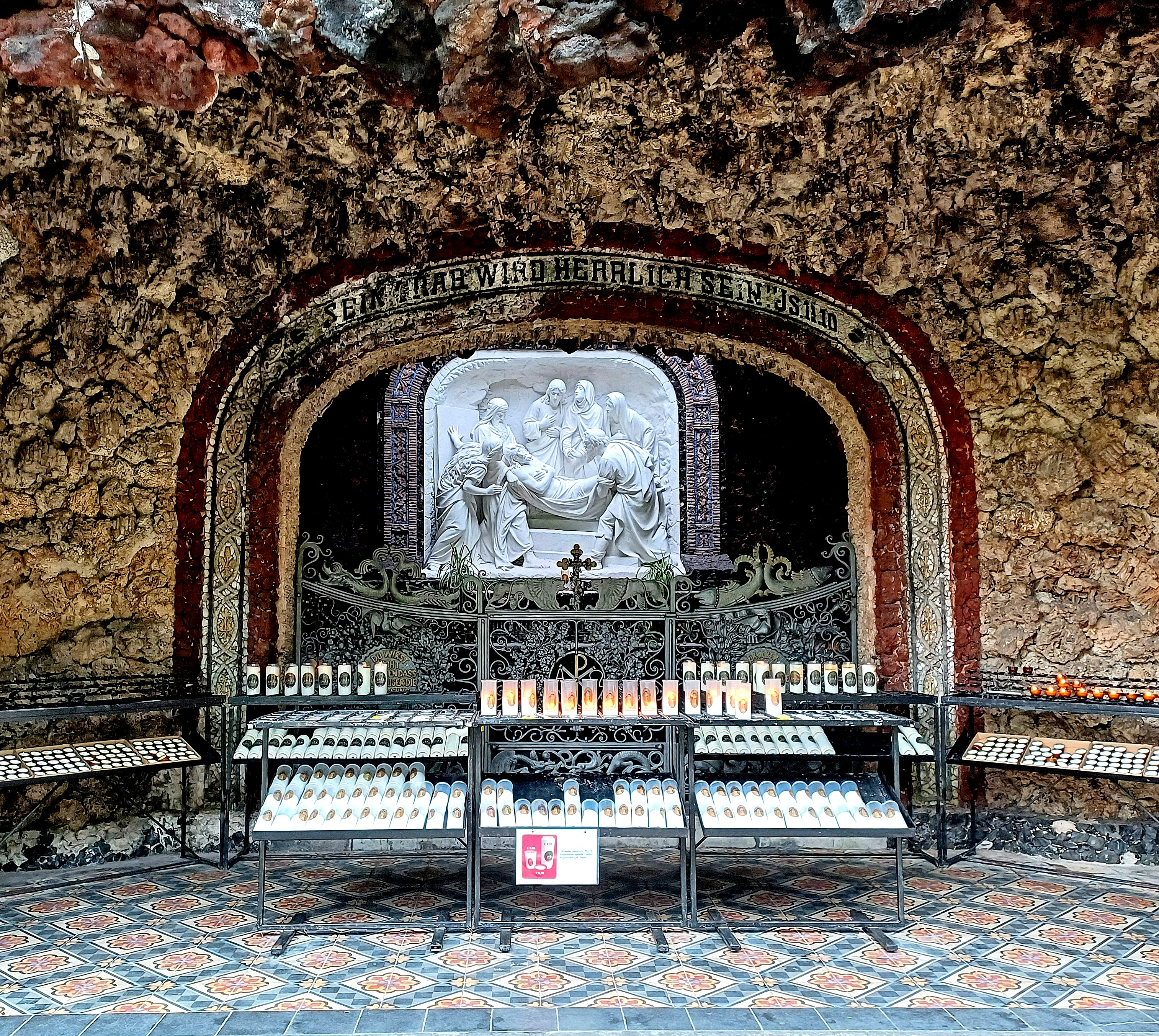
XIV. Station

## Bekannte Franziskaner
- Thaddäus Soiron, Theologe und Hochschullehrer, lebte zuletzt im Konvent in Moresnet und ist auf dem Franziskanerfriedhof am Fuß des Calvaire beigesetzt.
- Bentivolius Marxen, Wallfahrtsseelsorger und Flüchtlingshelfer während der NS-Zeit, ebenfalls auf dem Franziskanerfriedhof begraben.